# リザード (マーベル・コミック)
リザード (Lizard)は、スパイダーマンシリーズに登場する代表的なスーパーヴィランのひとり。超人的な体力、スピードやパワーなどを兼ね備えたトカゲ人間。

## 原作漫画
本名は、カーティス"カート"・コナーズ(Curtis "Curt" Connors)。
フロリダ生まれ。家族を大切にする穏やかな男。戦時中、軍医として兵役についていたコナーズは、爆弾により右腕を失ってしまう。戦後は外科医を辞め、身体の再生能力がある爬虫類の研究を始めた。人類のために役立てようと、数年にわたって研究を続けた結果、失った身体の部位の再生を可能にする薬品合成に成功する。家族には必死で止められたものの耳を貸さず、それをコナーズは飲み干してしまう。彼の右腕は再生して実験も成功したと思われたが、突如として身体全体が爬虫類のような緑の皮膚に覆われ、トカゲそっくりの尻尾まで生え始めた。そして、人格までもが知性的なコナーズとは正反対の凶暴なリザードの人格へと変貌してしまうのだった。
新聞でトカゲ男の出現を知ったスパイダーマンはフロリダまで向かい、コナーズのメモを元に解毒剤を作成。激しい戦いの最中、解毒薬を飲ませてコナーズを救うことに成功した。以降も敵として、味方として登場し続けている。
- 1963年発行のアメイジング・スパイダーマン第6号で初登場を果たし、グリーンゴブリンやドクター・オクトパスと並んでスパイダーマンを代表する最も古い悪役の一人として、幾度となくスパイダーマンの前に立ちはだかり、時には味方としても登場した。
- 1966年発行のアメイジング・スパイダーマン第33号では、放射能中毒になったメイおばさんを救うために、スパイダーマンと協力して血清の作成に取り組んだ。
- 1971年発行のアメイジング・スパイダーマン第101号では、モービウスとの戦闘中にスパイダーマンの腕が6本(シックス・アームド・スパイディ)になってしまい、後に治療を担当して元の姿に戻している。
- 2008年発行のアメイジング・スパイダーマン第552号では、ドラッグ中毒の犯罪者に研究室に侵入されてしまう。研究室に並んだ注射器をドラッグだと勘違いして注射した犯罪者は、新たな敵・フリークという化け物に変貌してしまうのだった。

## 実写映画版

### サム・ライミ版
サム・ライミが監督したスパイダーマン三部作の映画『スパイダーマン2』・『スパイダーマン3』では、ディラン・ベイカーが演じ、日本語吹替は原康義が担当した。このバージョンのコナーズは、リザードと化すこともヴィランとして描写されることもない。

#### キャラクター像
“アース96283”のカーティス・"カート"・コナーズ。コロンビア大学教授を務める物理学の権威で、ピーター・パーカー/スパイダーマンやグウェン・ステイシーは彼の教え子にあたる。

#### 描写
『スパイダーマン2』
本作でシリーズ初登場。物語冒頭では授業に出ないピーターを咎めるが、中盤ではきちんと講義に参加して自らの質問に応えたピーターを褒める。
『スパイダーマン3』
本作では、物語冒頭でピーターやグウェンたちに講義を行ったほか、中盤以降にピーターから依頼された“シンビオート”の分析を行い、彼にその性質や危険性を忠告する。

### マーク・ウェブ版
マーク・ウェブが監督した2012年公開の実写映画版『アメイジング・スパイダーマン』では、リス・エヴァンスが演じ、日本語吹替は内田直哉が担当した。
このバージョンのコナーズ/リザードは、2021年に公開された『マーベル・シネマティック・ユニバース』の映画『スパイダーマン:ノー・ウェイ・ホーム』にも登場した。

#### キャラクター像
世界的に有名な爬虫類学者。勤務する“オズコープ社”の下で行っている『全ての人が平等な、弱者のいない世界』を作る事を目標に掲げながら、パーキンソン病などの難病を治療するために、異種間遺伝子交配の研究を行う善良にして穏やかな科学者であり、ピーター・パーカーの両親である生前のリチャードとメアリーのパーカー夫妻とも親しく、リチャードと協力して欠損した自らの右前腕の再生も視野に入れた新薬の開発を進めており、リチャード失踪を知った際には立腹して、ピーターたちに対しても音信不通状態となっていた。また、会社ではグウェン・ステイシーをインターンシップの主任研修生として置き、彼女の大学への推薦状も書くほど、以前からの知り合いだった。
だが、後述の経緯からピーターと共に開発した「トカゲの能力を転用して開発した試験薬」を自らに投与した結果、理性を失い、鱗に覆われた皮膚と臀部から伸びた尾が特徴の凶暴なトカゲの怪物“リザード”に変貌してしまう。精神的に歪んでしまったことで、「トカゲの生態系は弱い人間より優れている」・「人間でなくてもいい」といった他人を卑下する性格と極端な考えを持ち始め、自分自身の悪質な幻聴に扇動されてピーターの説得も聞き入れずに、大勢のニューヨーク市民まで巻き込んだ騒動を次々と起こしてしまう。

#### 能力
右前腕を欠損してはいるものの、優秀な科学者としての頭脳と、エンジニアの技術を有している。試験薬投与によって変身できるようになったリザードの姿では、ピーター/スパイダーマンと同等以上に渡り合えるほどの超人的な腕力、スピード、スタミナ、反射神経を誇り、ヤモリの如く壁を攀じ登り、天井に這い蹲りながら走行することができる。また、銃撃による負傷を僅かな時間で傷跡すら残さないほど完治させ、手足や尾を切断されてもすぐさま欠損部位を傷口から元通り生やして復元させるほどの驚異的な治癒再生能力を肉体に有し、周囲の爬虫類を自らの下に呼び寄せるテレパシーを発する特殊能力まで発揮する。
さらに、指先の鋭い爪を用いた切り裂き・刺突や、長い尾による殴打も強力な攻撃手段となることに加え、変身中でも偶然見つけた2つの薬品を即席で混合して作った爆薬や、液体窒素を武器として駆使するなど、科学者としての頭脳と知識を戦闘に活かしている。

#### 描写
『アメイジング・スパイダーマン』
本作で初登場。オズコープ社で異種間遺伝子交配の研究に打ち込む日々を送っていたが、その活動は停滞していた。そこへ会社に素性を伏せて訪ねてきたピーターと出会い、彼を会社のラボだけでなく、自身の邸宅にも招き入れるほど打ち解け、共に試験薬の研究開発を行い、ピーターから知らされたリチャードの“00 崩壊率の数式”を解いたことで研究を促進させることに成功した。しかし、同僚のラジット・ラタから試験薬を使った人体実験の結果報告を急かされ、人体に使用するにはまだ危険な段階だと考えていたために一度は反対するも、ラタがインフルエンザの予防接種と嘘をついてブルックリンの退役軍人病院の患者に薬を服用させようと考えたこと、そしてその考えに反対の意を見せたために会社を解雇させられそうになったことから焦り、自らの身体を実験台として試験薬を打ち込んでしまう。案の定、右前腕は再生したものの、自らの身体には完全に馴染まず、トカゲの怪物に変貌してしまう。
それから渋滞中のウィリアムズバーグ橋にリザードの姿で現れ、橋にいた人々やラタを襲い、数台の車をイースト川へ向かって投げ落とす暴挙に出た後、駆けつけたピーター/スパイダーマンと対戦して撤退。一時人間の姿に戻ると、地下水道の一角に個人のラボを構えて研究を継続し、増量した試験薬を自らの身体に再投与した挙句、幻聴に苛まれて一層精神が蝕まれていき、地下水道にやって来たスパイダーマンに対抗するため再び変身して応戦した結果、彼が残したカメラに記された名前から、スパイダーマンの正体がピーターであると勘付いた。すると、彼の通う高校のトイレから姿を現し、校舎内を蹂躙して見つけたピーターを襲うが、彼とグウェンの反撃を受けて地下水道に逃亡した。
更にオズコープ社が開発した“ガナーリ装置”を使用して試験薬を街中に散布し、ニューヨーク市民をトカゲに変えるバイオテロ実行のためにオズコープ社へ向かうと、その途中に銃撃して来た警官たちへ手始めとばかりに薬剤をまいてトカゲに変貌させてしまう。オズコープ社でガナーリ装置を入手して当社屋上で起動させようとしたものの、ピーターとジョージ・ステイシーの妨害を受け、彼らとの戦闘に突入。ジョージに致命傷を与えたものの、ピーターが試験薬と交換に装置に取り付けた解毒剤が散布されたことでバイオテロには失敗し、警官たちと同様に解毒剤の効果で元の人間としての姿と本来の人格に戻った。そしてオズコープ社から落ちそうになったピーターを引き上げて救ったあと、右前腕も欠損した状態に戻り、事後は刑務所へ収監された。
ミッド・クレジットシーンでは、雷鳴が鳴り響く独房内にいた所、何処からともなく現れた謎の黒服の男から「父親の真実を息子に話したか？」と問われるが、「彼には手を出すな！」と檄しながら啖呵を切り、謎の男を追い返す。
『スパイダーマン:ノー・ウェイ・ホーム』
本作においては、リザードに変貌してバイオテロを発生させようとする直前のコナーズ/リザードが“アース616”に転移して来る形で登場する。なお、本作がコナーズ/リザードの『MCU』初出演作品であるが、多くの場面でリザードの姿での登場となる。
アース616に転移して間もなくスティーヴン・ストレンジ/ドクター・ストレンジと対戦して、下水に追い込まれて捕らわれると、彼の活動拠点である“サンクタム・サンクトラム”に収容され、この世界のピーター・パーカー/スパイダーマン（ピーター1）たちや、自身と同じアース120703から来たマックス・ディロン/エレクトロ、別の世界から来たオットー・オクタビアス/ドクター・オクトパス、フリント・マルコ/サンドマン、ノーマン・オズボーン/グリーン・ゴブリンらと出会う。
ピーター1や他のスーパーヴィラン一同に一線を引いて傍観している様に振る舞う傍らで、マックスに自分も死ぬのかと問いかけたり、ピーター1がストレンジを“ミラー次元”に放逐して、スーパーヴィラン一同を治療しようと提案した際に、「下手な治療は必ず悲惨な結果を招く」と忠告することもあったが、ピーター1によるスーパーヴィラン一同が迎える運命を回避するための治療に付き合うことを決め、ハッピー・ホーガンのコンドミニアムに赴いた際には単身トラックで待機していた。しかし、ピーター1を追って近くにやって来たJ・ジョナ・ジェイムソンの怒鳴り声を聞きつけると、精神的に歪んだままであったため「さあ始まるぞ」と呟き、ノーマンの肉体を乗っ取ったグリーン・ゴブリンらが暴走すると、どさくさに紛れてトラックを破壊。ピーター1に「“悲惨な結果”だな！」と叫びながら不意打ちして逃亡。アース120703に帰還してバイオテロを再開しようと決意した。
そしてピーター1による誘い込みを受けて、海から自由の女神像に現れ、フリントやマックスと呉越同舟の関係となって“スパイダーマンズ”と激戦を繰り広げると、自身と同じアース120703から来たピーター/スパイダーマン（ピーター3）と再会して一時拘束されながらも、その場に居合わせたMJ（ミシェル・ジョーンズ）とネッド・リーズにも襲いかかるが、ネッドが開いたゲートウェイからの海水に流され、ピーター3が作った解毒剤をピーター1によって全身に浴びせられたことで元の人間としての姿と本来の人格に戻った。
そして、女神像の外周の足場の崩壊時にはピーター・パーカー/スパイダーマン（ピーター2）に救われ、最後はストレンジの魔術によって元の世界へと帰還する。

## アニメ
- 1960年代のアニメ『スパイダーマン』ではギル・フェンウィックが声を担当。
- 1981年のアニメ『スパイダーマン』ではコーリー・バートンが声を担当した。
- 1990年代のアニメ『スパイダーマン』ではジョゼフ・カンパネッラが声を担当。吹き替えは楠大典が担当した。
- 2000年代のアニメ『スパイダーマン 新アニメシリーズ』ではロブ・ゾンビが声を担当。吹き替えは大塚明夫が担当した。
- 『スペクタキュラー・スパイダーマン』ではディー・ブラッドリー・ベイカーが声を担当した。吹き替えは佐々木睦が担当。
- 『アルティメット・スパイダーマン』ではトム・ケニー、ディー・ブラッドリー・ベイカーが声を担当。吹き替えは阪口候一が声を担当した。
- 『マーベル スパイダーマン』ではユーリ・ローエンタールが声を担当した。

## ゲーム
- スパイダーマン リーサルフォーズ（SFC） - 第2面のボスとして登場。
- スパイダーマン（PS） - ディー・ブラッドリー・ベイカーが声を担当。吹き替えは辻村真人が担当した。
- スパイダーマン2 エンターエレクトロ（PS） - ディー・ブラッドリー・ベイカーが声を担当。吹き替えは宗矢樹頼が担当した。
- スパイダーマン2（PS2・DS・PSP） - ジョー・アラスカイが声を担当。
- スパイダーマン3（PS2・PS3・Wii） - ネイサン・カールソンが声を担当。吹き替えは原康義が担当した。
- Marvel's Spider-Man（PS4） - 直接は登場しないが、リザードの血のみが登場している。
- Marvel's Spider-Man:Miles Morales（PS5・PS4） - ノーマンの部下として登場。担当声優は不明。
- Marvel's Spider-Man 2（PS5） - マーク・ウィッテンが声を担当。吹き替えは根本泰彦が担当した。